# 940

## Naixements
- 10 de juny - Buzajan, Gran Khorasan: Abu-l-Wafà Muhàmmad al-Buzajaní, matemàtic.[1]

## Necrològiques
- ar-Radi, califa de Bagdad